# قنطره (استان بسکره)
قنطره (به عربی: القنطرة) یک شهرداری در الجزایر است که در استان بسکره واقع شده‌است.

## نگارخانه

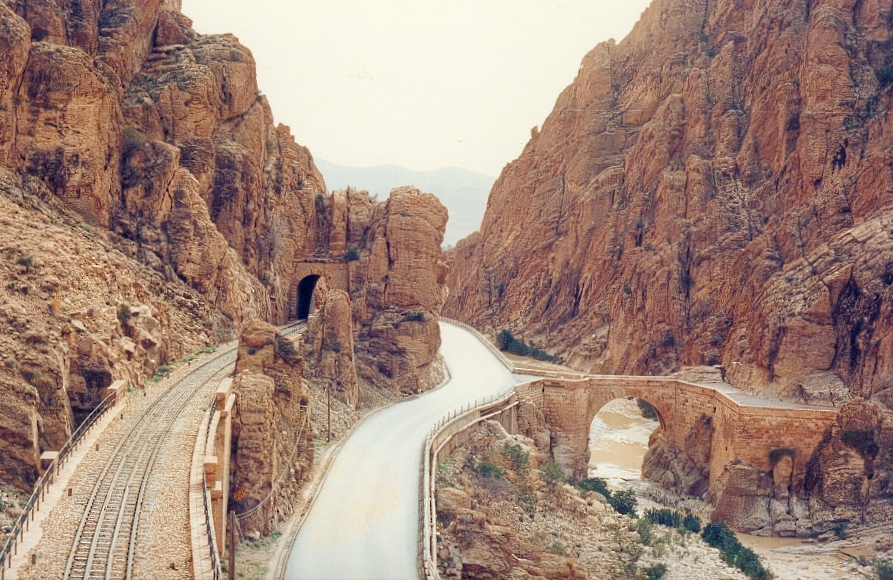
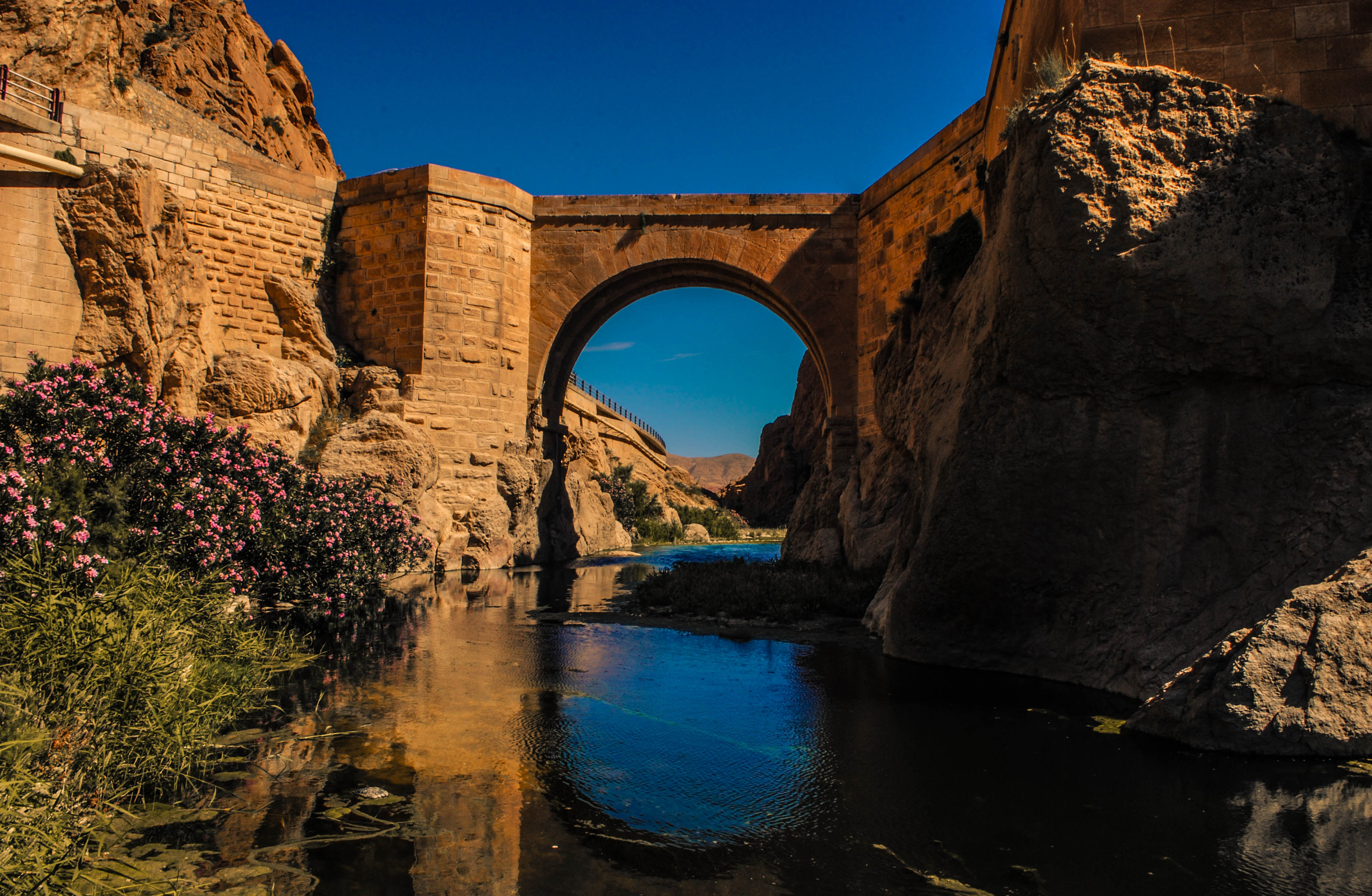
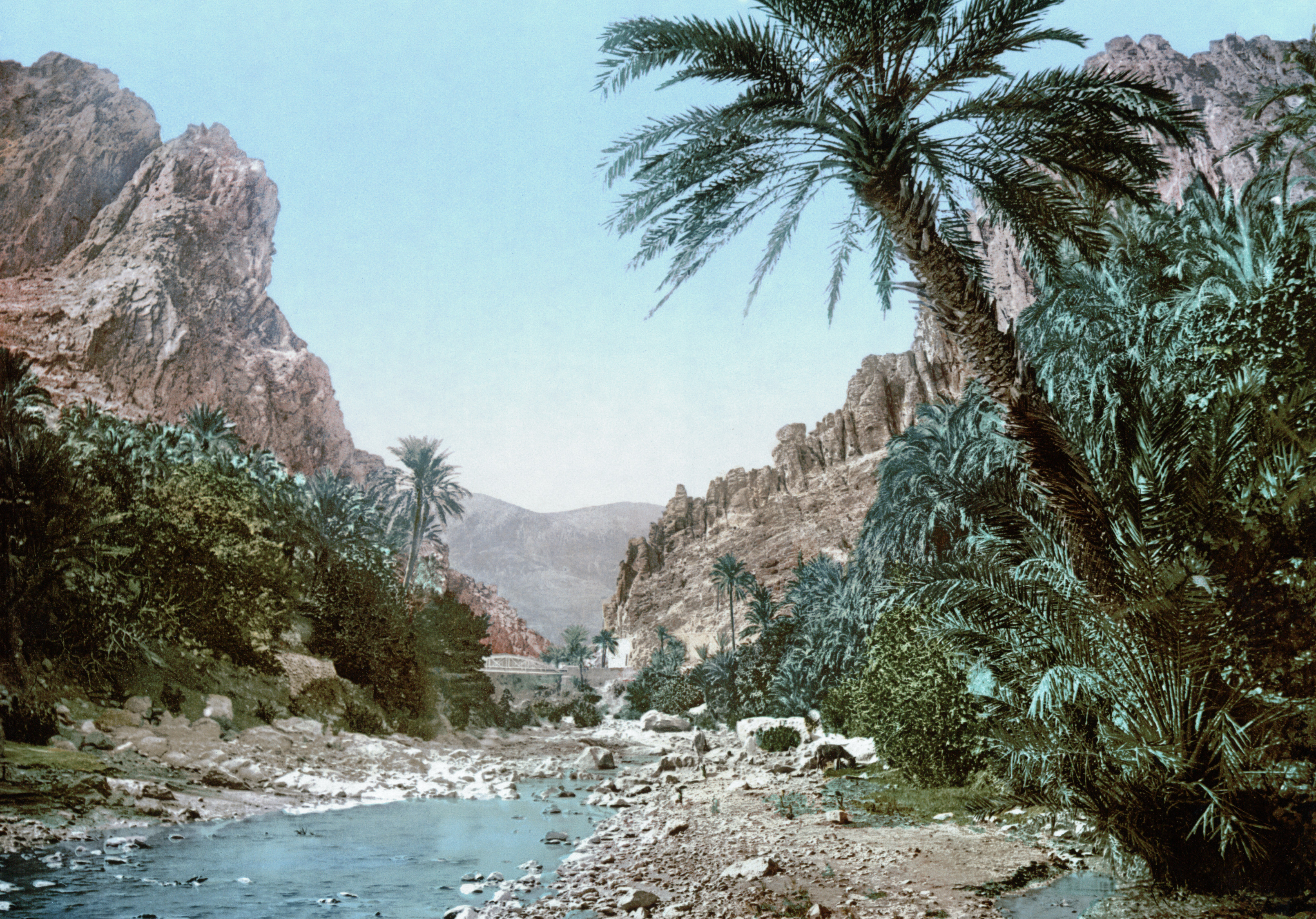
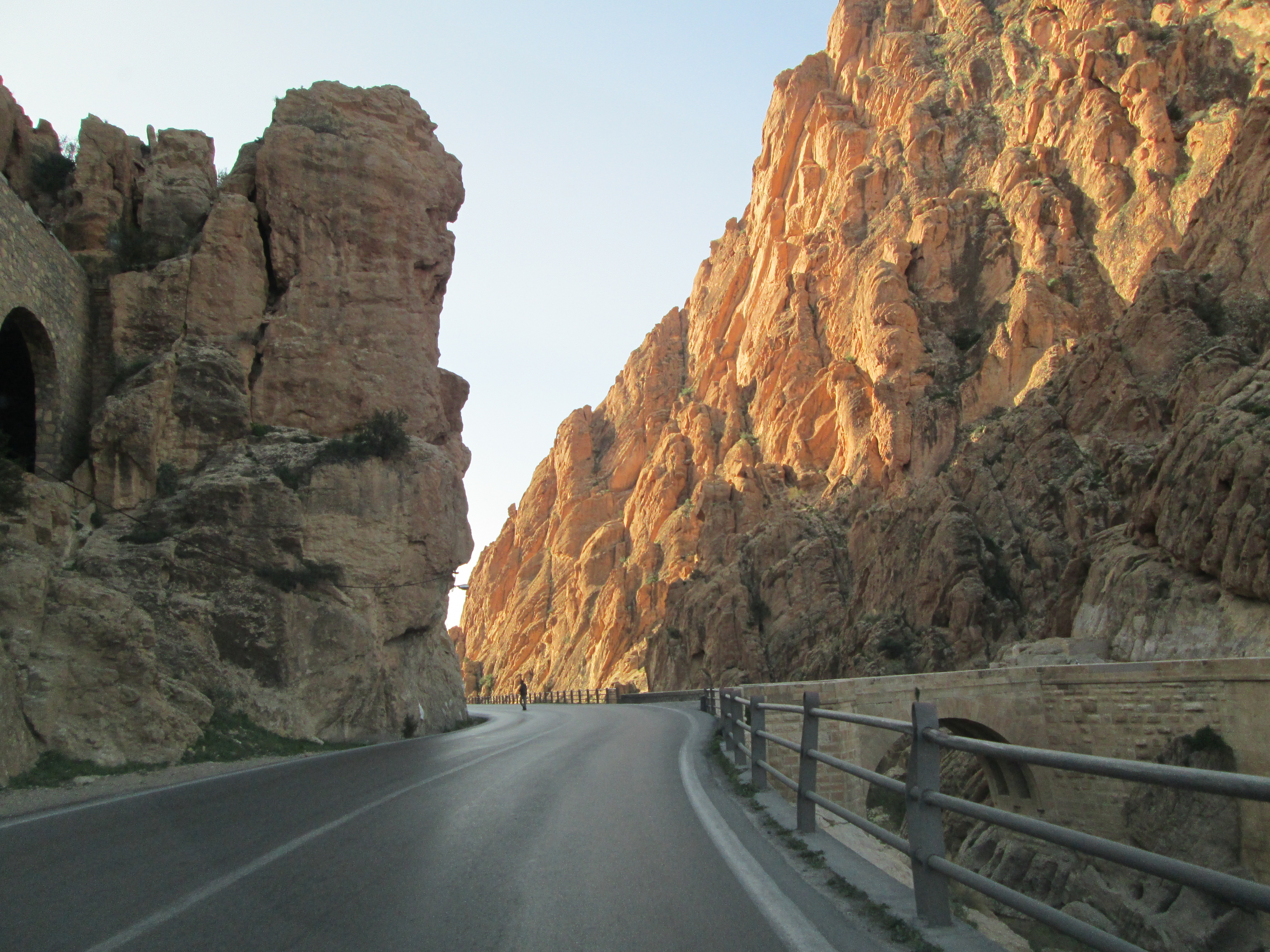